# Parque Estadual do Itinguçu
O Parque Estadual do Itinguçu está localizado no estado de São Paulo, Brasil. Foi criado pela Lei ordinária nº 14.982 3 de abril de 2013 e abrange área dos municípios de Iguape e Peruíbe, perfazendo uma área total de 5 038,06 ha. Faz parte do Mosaico Juréia-Itatins (em conjunto com o Parque Estadual do Prelado e a Estação Ecológica Juréia-Itatins) preservando áreas da região de Barra do Una. A região já é visitada por turistas.